# Dimitri Payet
Dimitri Payet (født 29. marts 1987 på Réunion) er en fransk fodboldspiller, der spiller som midtbanespiller i Vasco da Gama. Han har tidligere spillet for andre franske klubber, FC Nantes, AS Saint-Étienne og Lille OSC, samt for West Ham United i England.
Dimitri Payet blev nomineret til Ballon d'Or 2016, men endte blandt top 23 i The Best FIFA Men's Player.

## Landshold
Payet debuterede for Frankrigs landshold 8. oktober 2010 i en EM-kvalifikationskamp mod Rumænien. Han har spillet 38 kampe og scoret otte mål.